# Norwell (Massachusetts)
Norwell est une ville du Comté de Middlesex dans l’État du Massachusetts.
Elle a été incorporée en 1849.
Sa population était de 11 351 habitants en 2020.

## Personnalité
- John Cheever (1912-1982), écrivain, y est enterré.